# آتونوئه

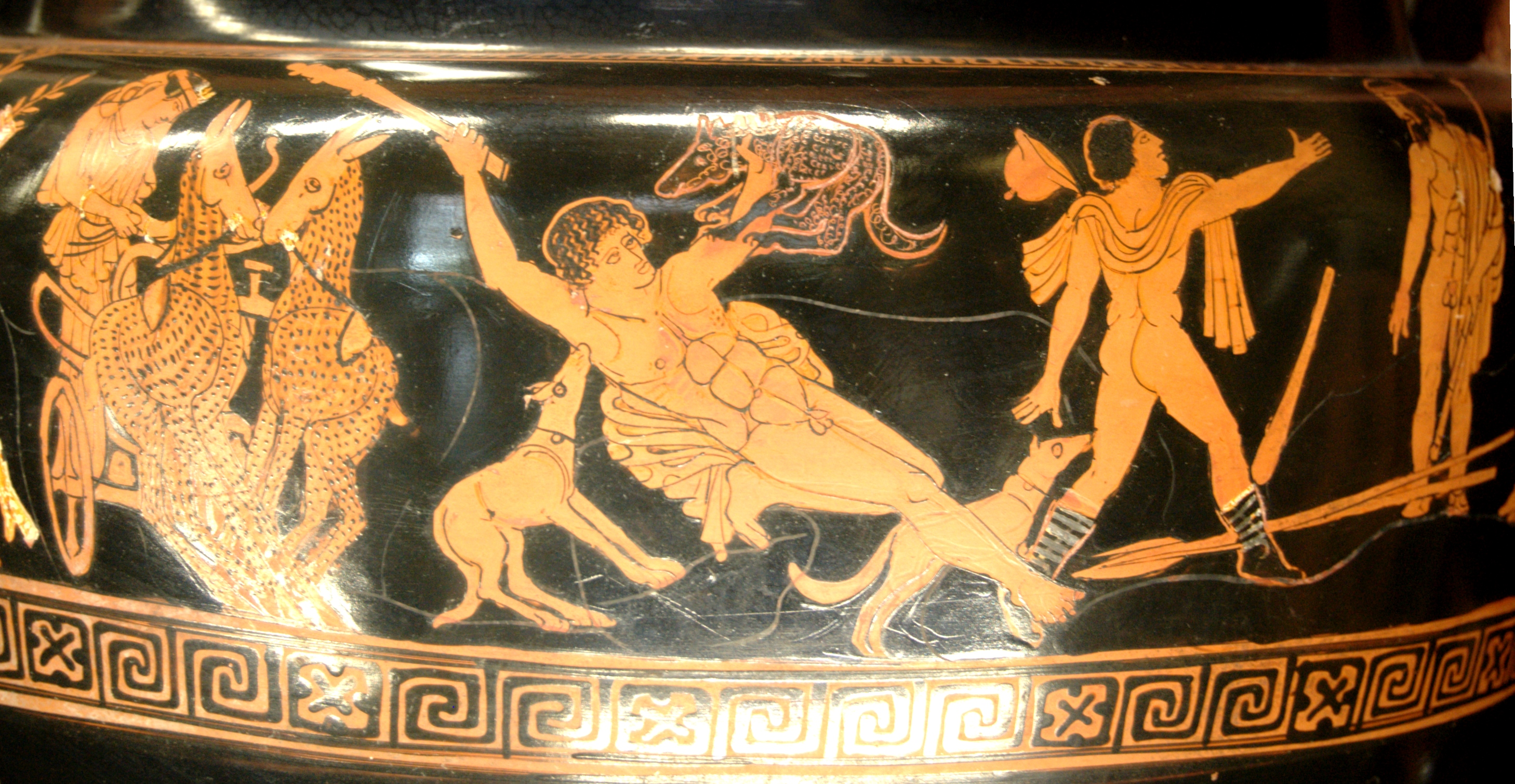
مرگ آکتائون آرتمیس ارابه ای را می راند که توسط گروهی از آهوها کشیده شده است. در سمت راست مردی مرگ آکتائون را به والدینش آریستائوس و آتونو گزارش می دهد.

آتونوئه (به یونانی: Αὐτονόη) در اسطوره‌های یونان، دختر کادموس، پادشاه و بنیان‌گذار شهر تب و هارمونیا است. او خواهر سمله، آگاوه، اینو و همسر اریستائوس به‌شمار می‌رفت که از او صاحب دو فرزند به نام‌های آکتئون و ماکریس شد. آکتئون، پسرش که به‌طور تصادفی آرتمیس را در حال حمام، برهنه دیده بود، توسط سگ‌های شکاری خود کشته شد. بعد از کشته شدن پسرش، تبس را ترک کرد و به روستای مگارا سفر کرد و در همان جا درگذشت.